# 近江兄弟社ひかり園
近江兄弟社ひかり園（おうみきょうだいしゃひかりえん）は、滋賀県近江八幡市に所在するプロテスタント系キリスト教主義の私立幼稚園。設置者は学校法人ヴォーリズ学園で、学園創立者はウィリアム・メレル・ヴォーリズと華族の令嬢で教育者の一柳満喜子夫人。
近江兄弟社小学校、近江兄弟社中学校・高等学校も長い歴史を持ち、滋賀県内で国公立を含めて、幼稚園・小学校～高校まで通うことができる唯一の存在であったが、2023年に近江兄弟社小学校が廃校となったため、小学校は公立などに通う必要となった。
2013年に近江兄弟社幼稚園と星のひかり保育園との合併で、認定こども園の近江兄弟社ひかり園となった。

## 行事
入園式・新入園児歓迎会・花の日礼拝・運動会・収穫感謝礼拝・クリスマス礼拝

### 進学
近江兄弟社小学校への内部進学制度はないが、毎年卒業生の半数程度が同小学校へ進学をしていた。

## 交通
- JR琵琶湖線・近江鉄道八日市線 近江八幡駅より近江鉄道バス（学園前停留所下車） 8分

同学園は近江鉄道バスとの特別契約を交わしており、朝夕の通園時間帯に限り近江八幡駅・学園前間での直行便を通常便と合わせて運行している。

## 著名な出身者
- 林潤 - 奈良生駒高速鉄道社長、近畿日本鉄道専務取締役、土木学会理事
- 大橋眞 - 生物学者、東京大学医科学研究所技官、徳島大学教授
- 西川知雄 - 衆議院議員、アンダーソン・毛利・ラビノウィッツ法律事務所弁護士、東北大学客員教授